# Scambicornus gracilis
Scambicornus gracilis is een eenoogkreeftjessoort uit de familie van de Synapticolidae. De wetenschappelijke naam van de soort is voor het eerst geldig gepubliceerd in 1985 door Nair.